# 深绿双盖蕨
深绿双盖蕨（学名：Diplazium viridissimum）也称深绿短肠蕨，为蹄盖蕨科双盖蕨属下的一个种。